# Zezka Zatschewa

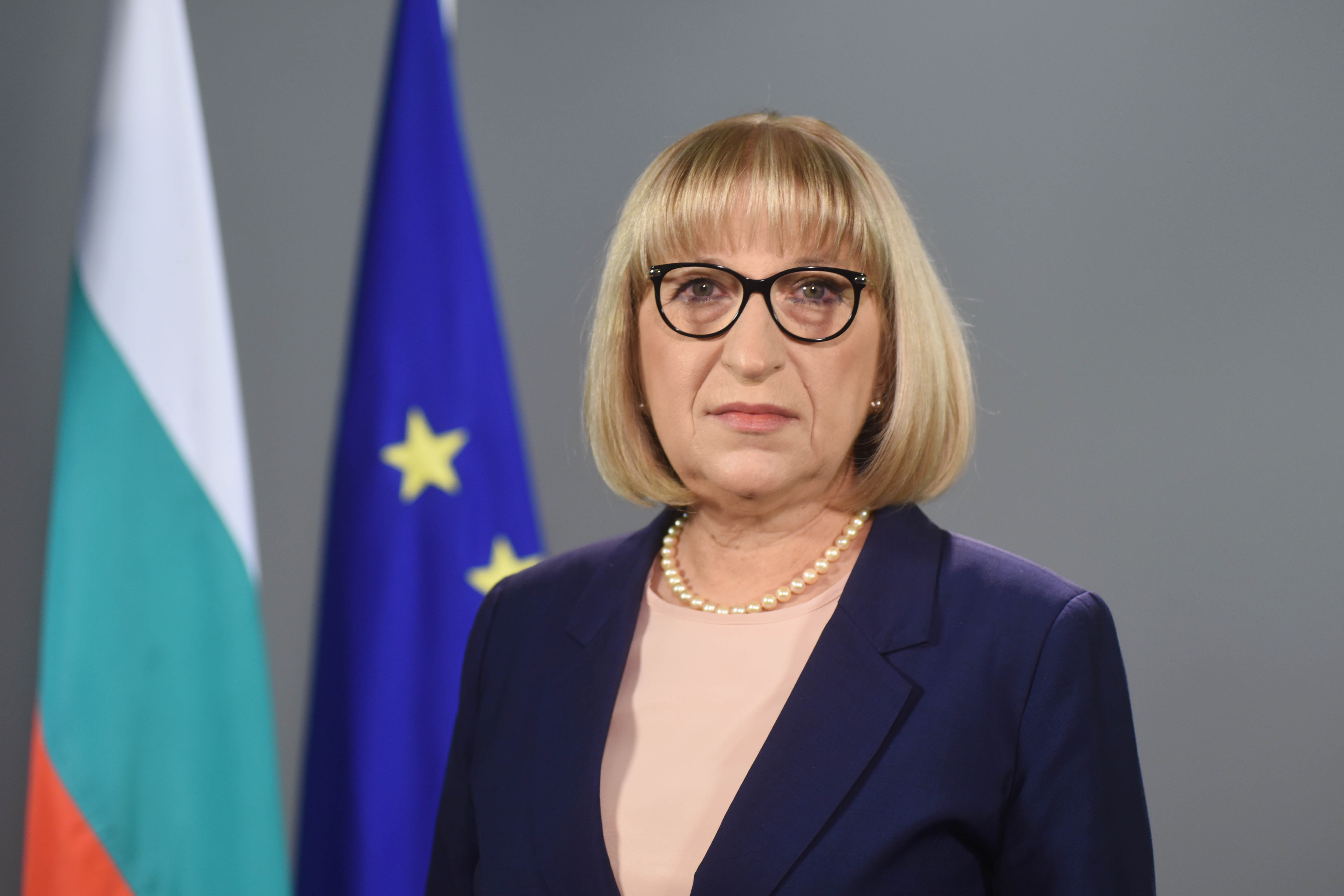
Zezka Zatschewa (2017)

Zezka Zatschewa Dangowska (auch Tsetska Tsacheva Dangovska oder Cecka Cačeva Dangovska geschrieben, bulgarisch Цеца Цачева Данговска; * 24. Mai 1958 in Dragana, Oblast Lowetsch, Volksrepublik Bulgarien) ist eine bulgarische Juristin und Politikerin der konservativen Partei GERB.
Von 2009 bis 2013 sowie erneut von 2014 bis 2017 war sie Vorsitzende der bulgarischen Nationalversammlung und damit die erste Frau im Amt der bulgarischen Parlamentspräsidentin.
Zatschewa gehörte von 2017 bis 2019 dem Kabinett Borissow III als Justizministerin an.

## Lebenslauf
Zezka Zatschewa wurde am 24. Mai 1958 im Dorf Dragana (Gemeinde Ugartschin) als Zezka Zatschewa Iwanowa (bulgarisch: Цецка Цачева Иванова) im Lowetscher Verwaltungsbezirk geboren. Die Mittelschule absolvierte sie in Plewen, danach arbeitete sie in einem örtlichen Betrieb. Sie trat in die Arbeiterfakultät, an der sie – ähnlich wie an den Arbeiter-und-Bauern-Fakultäten in der DDR – nach sechs Monaten ohne Hochschulreife an die Sofioter Universität wechseln konnte. Sie studierte Rechtswissenschaften in Sofia.
Als Juristin arbeitete Zatschewa zunächst als Rechtsberaterin für Organe der Bezirksverwaltung, nach der Verwaltungsreform 1987 für den Rat der Stadt Plewen, wo sie schließlich auch Leiterin der Rechtsabteilung wurde. Sie wurde Mitglied der Bulgarischen Kommunistischen Partei. Welisar Entschew, Nationalversammlungsabgeordneter und ehemaliger bulgarischer Botschafter in Kroatien, unterstellte ihr, Parteisekretärin in Plewen gewesen zu sein. Zatschewa dementierte dies wiederholt und drohte ein Gerichtsverfahren an.
Sie gab später an, aus Ermangelung an Informationen über die Machthabenden im sozialistischen Bulgarien in die Kommunistische Partei eingetreten zu sein und mit Beginn von Glasnost und Perestroika in der Sowjetunion ihre Ansichten in Bezug auf die Lebensbedingungen im Realsozialismus verändert zu haben. Aufgrund ihrer parteipolitischen Inkonsistenz vor, während und nach dem Übergang Bulgariens zur parlamentarischen Demokratie wurde ihr medial Karrierismus vorgeworfen.
Ab 1992 arbeitete sie in Plewen als Rechtsanwältin.

## Politische Karriere
Zatschewa unterstützte unmittelbar nach den Revolutionen im Jahr 1989 mehrere Parteien, unter anderem die Union Demokratischer Kräfte, war aber nach eigenen Aussagen kein Parteimitglied.

### Bürgermeisterwahlen in Plewen 2007
Bei den Kommunalwahlen in Plewen im Jahr 2007 kandidierte sie für die Partei GERB und erreichte mit 5838 Stimmen den dritten Platz. Als Vorsitzende des Ortsverbandes von GERB wurde sie zur Stadträtin gewählt.
Zatschewa arbeitete zuvor bereits als Rechtsberaterin für die Stadt Plewen, legte aber dieses Amt nach einem Konflikt mit Bürgermeister Najden Selenogorski nieder. Im Juni 2008 legte dieser Beschwerde bei der Anwaltskammer Plewen gegen Zatschewa ein, da diese wiederholt gegen die Interessen der Stadt gehandelt habe. Er warf ihr vor, während sie die Stadt in Rechtsfragen beriet auch mit der Gegenseite über anhängige Fälle korrespondiert zu haben.

### Abgeordnete zur bulgarischen Nationalversammlung
Zezka Zatschewa kandidierte 2009 für den Wahlkreis Plewen und gewann ein Parlamentsmandat. Sie führte die Regionalliste von GERB an und holte eine deutliche Mehrheit für ihre Partei ein; dies wurde ihr als Achtungserfolg ausgelegt, da sie Stimmenerste wurde, obwohl sie gegen den ehemaligen Innenminister der BSP, Rumen Petkow, antrat.
Sie war ab 2009 Mitglied in der 41. Nationalversammlung und wurde 2013 in die 42., sowie 2014 in die 43. Nationalversammlung wiedergewählt.

### Vorsitzende der bulgarischen Nationalversammlung

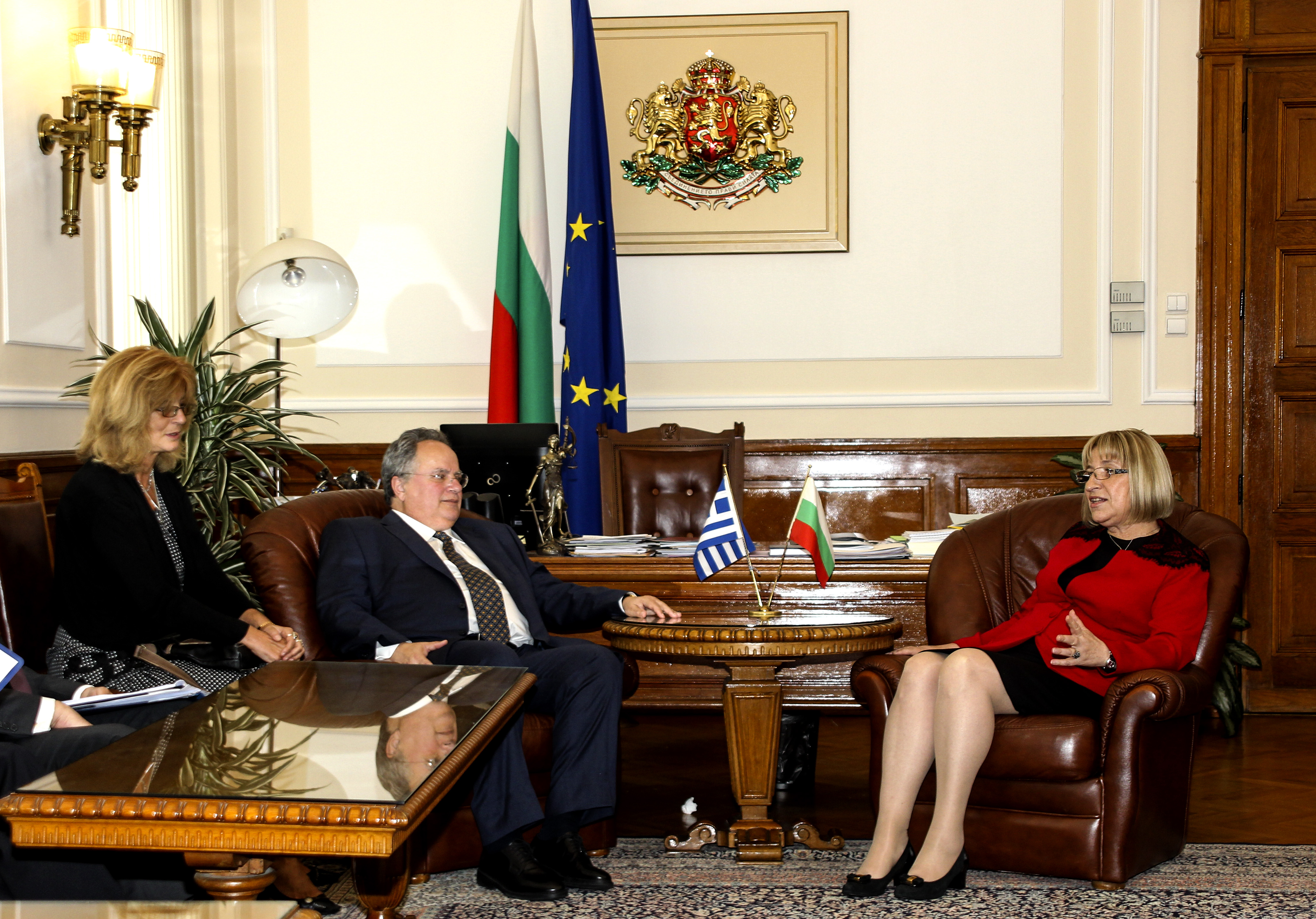
Zatschewa im Gespräch mit dem griechischen Außenminister Nikos Kotzias

Am 14. Juli 2009 wurde Zezka Zatschewa zur Präsidentin des bulgarischen Parlaments gewählt. 227 Abgeordnete stimmten für sie, drei enthielten sich ihrer Stimme. Damit wurde sie zur ersten Frau im Amt der Parlamentspräsidentin. 
Nach den Parlamentswahlen 2013, in deren Zusammenhang kurzzeitig die Regierung wechselte, übernahm Michail Mikow das Amt.
Am 27. Oktober 2014 wurde sie erneut zur Vorsitzenden der Nationalversammlung gewählt.
Während ihrer Amtszeit machte sie 28 Auslandsreisen: 13 in Mitgliedsstaaten der EU, zwei Auslandsreisen in europäische Drittstaaten (Russland und Albanien), sowie in zahlreiche Länder Asiens und in die USA.

### Präsidentschaftskandidatin 2016
Als Kandidatin ihrer Partei GERB trat Zatschewa zur Präsidentschaftswahl 2016 gemeinsam mit dem Vizeadmeral Plamen Manuschew an. In Bulgarien werden Präsident und Vizepräsident in direkter Wahl vom Volk gewählt. Das Staatsoberhaupt hat laut bulgarischer Verfassung vorwiegend repräsentative Funktionen, die Ergebnisse der jeweiligen von den politischen Parteien nominierten Kandidaten gelten aber als Stimmungstest für die amtierenden Regierungschefs. Ministerpräsident Bojko Borissow kündigte an im Falle einer Niederlage des Duos Zatschewa-Manuschew zurückzutreten.
Zezka Zatschewa unterlag zunächst im ersten Wahlgang ihrem von der Sozialistischen Partei unterstützen Gegenkandidaten Rumen Radew. Generalmajor Radew gewann auch die Stichwahl deutlich. Borissow legte infolgedessen sein Amt nieder.

### Justizministerin der Republik Bulgarien
Am 4. Mai 2017 wählte das Parlament Zatschewa zur Justizministerin. Sie gehört der Regierung Borissow III an.
Am 5. April 2019 nahm die Nationalversammlung ihren Rücktritt an, nachdem Ermittlungen der Antikorruptionsbehörde bekannt wurden, laut derer Zatschewa im Juli 2018 eine unter Preis angebotene Wohnung im Sofioter Eliteviertel Istok erwarb. In den Korruptionsskandal war auch Zwetan Zwetanow, GERB-Fraktionsvorsitzender, verwickelt. Zuvor war Zatschewa als Justizministerin für Korruptionsbekämpfung zuständig und erklärte noch 2017, herausfinden zu wollen, ob es korrupte Politiker gäbe.
Ihr Nachfolger ist Danail Kirilow, vormals Vorsitzender des Justizausschusses.

## Privates
Zezka Zatschewa ist mit dem Plewener Architekten Rumen Dangowski verheiratet. Das Ehepaar hat einen Sohn.
Neben ihrer Muttersprache Bulgarisch spricht sie fließend Deutsch und Russisch.